# РН-Морской терминал Находка
РН-Морской терминал Находка (бывшая Находкинская нефтебаза, прежде также Роснефть-Находканефтепродукт) — дочерняя компания «Роснефти». Стивидор (оператор нефтеналивного терминала) в порту Находка.
Грузооборот в 2010 году составил 7 млн тонн. Ориентирована на экспорт продукции нефтеперерабатывающих заводов «Роснефти». Штаб-квартира — в Находке.

## История
В 1960-е годы правительством Советского Союза было принято решение о строительстве на берегу Тихого океана нефтеналивной базы для обеспечения нефтепродуктами районов Крайнего Севера и Дальнего Востока, а также экспорта нефтепродуктов в страны Юго-Восточной Азии. Выбор месторасположения порта пал на город Находку по ряду причин: наличие железной дороги, незамерзающая бухта Новицкого, открытый доступ посещения города иностранцами для осуществления внешнеторговых сделок. Строительство нефтепорта началось в 1962 году. Строительные работы проводились известным в Находке предприятием «Дальморгидрострой». В 1967 году в порту был принят первый танкер В 1973 году было создано предприятие Находкинский нефтеналивной порт. В 1974 году порту присвоено наименование «Находкинский нефтеналивной морской торговый порт». В 1992 году предприятие было акционировано, и позже разделено на ОАО «Нефтепорт» (владело нефтеналивным терминалом) и ОАО «Находканефтепродукт» (владело перевалочной базой). В 2002—2006 гг. собственником нефтеналивного порта была нефтяная компания «Альянс»; перевалочная база оказалась в собственности «Роснефти». В 2006 году «Роснефть» приобрела 97,51 % акций нефтеналивного порта у компании «Альянс» за $ 19,5 млн.

## Деятельность
Нефтепродукты доставляются железной дорогой с Комсомольского, Ангарского и Ачинского нефтеперерабатывающих заводов корпорации «Роснефть». Номенклатура грузов: мазут, 13 видов светлых нефтепродуктов, в том числе 7 сортов дизельного топлива, автомобильные бензины, прямогонный бензин, авиационный керосин.
Ёмкость резервуаров порта составляет более 460 тыс. м³. Протяжённость подъездных железнодорожных путей — более 4000 м. Мощность сливных эстакад — более 380 вагонов-цистерн в сутки. Протяжённость трубопроводов в пределах порта — более 100 км. Нефтеналивной пирс включает 5 причалов общей длиной 523 м, шириной — 45 м. Порт способен принимать суда дедвейтом до 83 000 тонн. Имеется также сухогрузный причал длиной 158 метров для генеральных грузов, погрузки ГСМ. Предприятие располагает собственным портовым флотом, который включает буксиры, нефтемусоросборщики, маслозаправщики, сборщики льяльных вод, танкер-водолей (для доставки питьевой воды), самоходные плашкоуты (для доставки снабжения по рейду), рейдовые катера (для перевозки пассажиров по акватории порта), водолазный катер. На территории порта действуют посты таможенного, пограничного и карантинного контроля. Есть своя бункеровочная база.
Объект относится ко II классу опасности. Порт является одним из основных загрязнителей нефтепродуктами залива Находка.
Отмечаются также аварийные сбросы нефтепродуктов с заправляемых танкеров в море; так в декабре 2001 года при заправке судна «Синдак» произошёл сброс 567 кг дизельного топлива, повлёкшего загрязнение акватории бухты Новицкого.